# Konstantin Waterkampf
Konstantin Konstantinowicz Waterkampf (ros. Константин Константинович Ватеркампф, ur. w 1888) – uczestnik igrzysk w Sztokholmie w 1912 roku, gdzie wystartował w indywidualnym turnieju szablistów.